# KIS (submetralhadora)
KIS era o nome de uma submetralhadora polonesa da época da Segunda Guerra Mundial. Ela foi projetada e fabricada por engenheiros do grupo partidário "Ponury" de Jan Piwnik que operava na região das Montanhas da Santa Cruz.
A arma foi modelada após a Sten, mantendo o carregador do lado esquerdo. As principais diferenças eram o cano mais longo, com parte traseira cônica, e a ausência de coronha - a arma tinha empunhadura de pistola.